# Власов, Анатолий Александрович (физик)
Анато́лий Алекса́ндрович Вла́сов (7 [20] августа 1908 года, Балашов, ныне Саратовская область — 22 декабря 1975 года, Москва) — советский физик-теоретик, специалист по физике плазмы и статистической физике. Доктор физико-математических наук (1942), профессор. Лауреат Ленинской премии.

## Биография
В 1931 году окончил физический факультет МГУ. В 1934 году под руководством Игоря Тамма защитил диссертацию на соискание учёной степени кандидата физико-математических наук на тему «К квантовомеханической проблеме взаимодействия». Доктор физико-математических наук (1942), тема докторской диссертации — «Теория вибрационных свойств электронного газа и её приложения».
В 1944 году стал членом КПСС, получил учёное звание профессора. В том же году произошёл инцидент, связанный с его избранием на должность заведующего кафедрой теоретической физики физического факультета МГУ: несмотря на решение учёного совета, назначившего заведующим Власова 24 голосами «за» против 5 голосов за Тамма, из-за «письма 14 академиков» и последующего вмешательства министра высшего образования Кафтанова это решение было отменено, а заведующим кафедрой назначен Владимир Фок. Однако годом позже, уже в результате «письма четырёх академиков», Фок был отстранён, и Власов вновь утверждён заведующим кафедрой теоретической физики, в этой должности проработал до 1953 года.
Похоронен на Донском кладбище Москвы.

### Семья
- Первая жена — Лия Иосифовна Керш (1912—1985).
  - Сын — Матвей Анатольевич Власов.
  - Сын — Игорь Анатольевич Власов (1936—1992).
  - Дочь — Светлана Анатольевна Власова.
  - Дочь — Наталья Анатольевна Власова.
- Вторая жена — Александра Васильевна Власова (1926—2000).
  - Сын — Александр Анатольевич Власов (род. 1956), физик, профессор МГУ.

## Научная деятельность
Основные труды по оптике, физике плазмы, теории кристалла, теории гравитации, статистической физике, теории образования структур при различных типах коллективных взаимодействий, в том числе гравитационных.

### Теоретическая оптика
В 1934—1936 гг. занимается теоретической оптикой. Развивает теорию уширения спектральных линий на основе учёта молекулярного взаимодействия, впоследствии стимулировшую экспериментальные и теоретические исследования многих советских и иностранных авторов. В этих работах принимал также участие В. С. Фурсов.

### Теория плазмы
Мировую известность получила работа А. А. Власова «О вибрационных свойствах электронного газа», в которой впервые был дан глубокий анализ физических свойств заряженных частиц плазмы, показана неприменимость к описанию плазмы газокинетического уравнения Больцмана и было предложено новое кинетическое уравнение плазмы (уравнение Власова), описывающее коллективное взаимодействие частиц плазмы через самосогласованное поле.
Первые кинетические уравнения для полностью ионизованной плазмы были получены Л. Д. Ландау в 1936. В работе Власова приводится ссылка на Ландау. Однако в 1946 году публикуется статья В. Л. Гинзбурга, Л. Д. Ландау, М. А. Леонтовича, В. А. Фока «О несостоятельности работ А. А. Власова по обобщённой теории плазмы и теории твёрдого тела» (ЖЭТФ). Появление статьи отразило противостояние между университетской и академической наукой тех лет.

## Ученики
- С. С. Герштейн
- Л. С. Кузьменков
- А. А. Логунов
- П. А. Поляков
- М. А. Яковлев

## Награды
- Орденом Трудового Красного Знамени, два ордена Знак Почёта, медали.
- 1944 — премия имени М. В. Ломоносова I степени за работу «Теория вибрационных свойств электронного газа и её приложения»[5].
- 1970 — Ленинская премия за цикл работ по теории плазмы.

### Монографии
- Власов А. А. Теория многих частиц. — М.-Л.: ГИТТЛ, 1950. — 348 с. (2-е изд. М.: Либроком, 2011. — 352 с. ISBN 978-5-397-02348-1).
- Власов А. А. Макроскопическая электродинамика. — М.: ГИТТЛ, 1955. — 228 с. (2-е изд. М.: ФИЗМАТЛИТ, 2005. — 240с. ISBN 5-9221-0560-4).
- Власов А. А. Статистические функции распределения. — М.: Наука, 1966. — 356 с.
- Власов А. А. Нелокальная статистическая механика. — М.: Наука, 1978. — 264 с. (2-е изд. М.: Либроком, 2011. — 268с . ISBN 978-5-397-01524-0).